# Quận Steele, North Dakota
Quận Steele là một quận thuộc tiểu bang Bắc Dakota, Hoa Kỳ. Quận lỵ đóng ở Finley6. Quận được đặt tên theo Edward H. Steele, một doanh nhân có công lập nên quận. Dân số theo điều tra năm 2010 của Cục điều tra dân số Hoa Kỳ là 1975 người.

## Địa lý
Theo Cục điều tra dân số Hoa Kỳ, quận này có diện tích 1852km2, trong đó có 8km2 là diện tích mặt nước.